# Nuestras costas inglesas
Nuestras costas inglesas, también conocida como Ovejas extraviadas u Ovejas descarriadas, es una pintura al óleo sobre lienzo de William Holman Hunt, completada en 1852.  Está en posesión de la Tate Gallery desde 1946, adquirida a través de The Art Fund.

## Pintor
William Holman Hunt  fue un pintor británico, cofundador de la Hermandad Prerrafaelita (1848), junto con Dante Gabriel Rossetti y John Everett Millais. La Hermandad Prerrafaelita abogaba por un retorno a la espiritualidad y a la sinceridad de las artes, despreciando la pintura académica, que consideraban una mera repetición de clichés. A pesar de estas creencias, el grupo creó una serie de obras para institutos de educación superior en Inglaterra. Durante la época victoriana (1837-1901) el aspecto académico conservador estuvo representado por la Real Academia (Royal Academy). Entre las opciones más radicales estaba el movimiento Arts and Crafts, liderado por William Morris. William Holman Hunt estaba en un punto intermedio. Aunque estudió en la Royal Academy of Arts, rechazó el estilo impuesto por su fundador Sir Joshua Reynolds.

## Cuadro
Después de que William Broderip adquiriera el cuadro de Holman Hunt El pastor distraído, esta obra fue encargada por el primo de Broderip, Charles Theobald Maud, como una copia fiel pero solo con el rebaño del fondo. Maud se dejó convencer para aceptar una composición original. Hunt trabajó 'al aire libre' en el lugar representado entre agosto y diciembre de 1852, a pesar del tiempo frío y lluvioso. La pintura en formato horizontal combina elementos tomados desde diferentes puntos de vista, con las mariposas del fondo a la izquierda añadidas en el estudio, modeladas a partir del natural. 
En un plano cercano, la pintura representa un rebaño de ovejas sin pastor en un acantilado bordeando la pintoresca costa de Sussex. La ubicación plasmada se encuentra en los acantilados de Fairlight Glen, junto a la bahía de Covehust cerca de Hastings, llamada Lovers' Seat.
El cuadro está pintado en muchas capas, con colores brillantes, como muchos de los cuadros de Hunt.
Se exhibió en la Exposición estival de la Royal Academy en 1853 bajo el título Our English Coasts, pero el marco llevaba la inscripción "The Lost Sheep" (La oveja perdida), y pasó a llamarse Strayed Sheep (Oveja extraviada) cuando se exhibió en la Exposición Universal de París en 1855. Fue adquirida por la Tate Gallery en 1946, a través de The Art Fund.
Durante la exhibición en la Royal Academy, aunque el posterior título quería enfatizar su significado religioso, se vio como una sátira política. El crítico de arte Frederic George Stephens escribió que la pintura "podría tomarse como una sátira sobre el supuesto estado de indefensión del país contra la invasión extranjera". Napoleón III había sido proclamado emperador de Francia el año anterior.
El 30 de julio de 2019, después de que el primer ministro británico, Boris Johnson, visitara Gales, el caricaturista Steve Bell parodió la pintura en el periódico The Guardian.